# Campionato tedesco lead di arrampicata
Il Campionato tedesco lead di arrampicata è il campionato tedesco di arrampicata organizzato annualmente dalla Deutscher Alpenverein dal 2001.

## Albo d'oro
| Edizione | Data             | Luogo       | Uomini               | Donne          |
| -------- | ---------------- | ----------- | -------------------- | -------------- |
| 2001     | 25 novembre      | Erlangen    | Christian Bindhammer | Marietta Uhden |
| 2002     | 2 - 3 novembre   | Erlangen    | Christian Bindhammer | Marietta Uhden |
| 2003     | 9 novembre       | Scheidegg   | Christian Bindhammer | Damaris Knorr  |
| 2004     | 16 - 17 ottobre  | Duisburg    | Daniel Jung          | Marietta Uhden |
| 2005     | 5 novembre       | Forchheim   | Timo Preußler        | Lisa Knoche    |
| 2006     | 4 novembre       | Wuppertal   | Andreas Bindhammer   | Juliane Wurm   |
| 2007     | 10 novembre      | Frankenthal | Christian Bindhammer | Juliane Wurm   |
| 2008     | 29 - 30 novembre | Heilbronn   | Jan Hojer            | Juliane Wurm   |
| 2009     | 28 - 29 novembre | Darmstadt   | Markus Hoppe         | Juliane Wurm   |
| 2010     | 27 - 28 novembre | Lipsia      | Markus Hoppe         | Juliane Wurm   |
| 2011     | 3 - 4 dicembre   | Wuppertal   | Sebastian Halenke    | Julia Winter   |

## Maggiori vincitori di campionati tedeschi lead
Nelle seguenti tabelle sono indicati tutti gli atleti vincitori di almeno 2 campionati tedeschi.

### Uomini
| Nome                 | Campionati tedeschi lead |
| -------------------- | ------------------------ |
| Christian Bindhammer | 4                        |
| Markus Hoppe         | 2                        |

### Donne
| Nome           | Campionati tedeschi lead |
| -------------- | ------------------------ |
| Juliane Wurm   | 5                        |
| Marietta Uhden | 2                        |